# Distrito de Casa Grande
El distrito de Casa Grande es uno de los ocho que conforman la Provincia de Ascope, ubicada en el departamento de La Libertad en el Norte del Perú.  
Limita por el Norte y el Noreste con la provincia de Pacasmayo y la provincia de Contumazá (Cajamarca); por el Esteste y Sureste con el distrito de Ascope; por el Sur y Sureste con los distritos de Chicama y Chocope; y, por el Oeste y Suroeste con los distritos de Paiján y Rázuri.
Desde el punto de vista jerárquico de la Iglesia católica forma parte de la Arquidiócesis de Trujillo.
En ganadería tienen la crianza de ovinos.

## Historia
En 1830, con las propiedades en la antigua Hacienda Oyague, las familias Unidas fundaron Casa Grande.
A mediados del siglo XIX, el bávaro Luis V. Albrecht se instaló en Trujillo adquiriendo numerosas haciendas en el Valle de Chicama, entre ellas Casa Grande (1871). En 1888, dado al crítico estado de Casa Grande, Albrecht vendió sus propiedades al empresario salitrero Juan Gildemeister (después conocido como uno de los "barones del azúcar"), quien daría inicio a lo que sería una de las más importantes industrias azucareras del país. Al año siguiente, Gildemeister fundó la Sociedad Agrícola Casa Grande Ltda. con un capital de 270, 000 £. En 1898, a la muerte Juan Gildemeister, la mayoría de las acciones de Casa Grande pasan a sus hijos, pero la dirección es asumida por su sobrino, Enrique Gildemeister Möller, quien construyó ferrocarriles y un puerto, exclusivamente para la hacienda.
En 1909, los hijos de Enrique Gildemeister adquieren préstamos en Alemania y constituyen, con un capital de 7 millones de marcos, la Casa Grande Zuckerplantagen Actien Gesselschaft, que en 1919 asume el nombre de Gildemeister & Cía.
En 1927, la familia Gildemeister adquirió la Hacienda Roma y, en 1937, la Hacienda Laredo, ambas de la familia Larco. Casa Grande estaba por encima de la Hacienda Cartavio de la W. R. Grace and Company y en un tiempo fue el primer ingenio azucarero del mundo. 
En 1968, el general Juan Velasco Alvarado asumió el control del gobierno mediante golpe de Estado y, al año siguiente, se promulgaba la Ley de Reforma Agraria, que desposeía a sus antiguos dueños no solo Casa Grande sino también Laredo y Roma. Casa Grande pasó a ser administrada por los campesinos y trabajadores y, a pesar de las privatizaciones hechas por el gobierno de Alberto Fujimori, la hacienda no participó de este proceso por problemas interinos.
El distrito fue creado mediante Ley del 21 de enero de 1998, en el gobierno del presidente Alberto Fujimori.
En el 2006, el Grupo Gloria adquirió del Estado el 31% de las acciones, teniendo en total el 57% de la Empresa Agroindustrial Casa Grande S.A.A.
La Empresa limita al norte: con Ascope, San José Alto y cerro San Antonio; al sur: con Eriazos de Chiquitoy, Magdalena Cao y Los Molinos; al este: con las estribaciones de los cerros de Chicama, Sausal y Casa Quemada; y al oeste: con el cerro Yugo, Cerro Azul, Comunidad de Paiján y terrenos de Salamanca.

## Geografía
Abarca una superficie de 677,17 y está ubicado en la región norte del valle Chicama, en la localidad de Casa Grande,
- Altitud: 158 m s. n. m.
- Lat sur: 7º 41'
- Long oeste: 79° 11'

## División administrativa
El Distrito de Casa Grande lo conforman los siguientes centros poblados: 
- Mocan
- Roma
- Lache
- Santa Clara
- Quinta La Gloria
- Facalá
- Quinta La Bomba
- Garrapón
- La Constancia. (El Paraíso)
- Chaparral- Santa Ana

## Autoridades

### Subprefecto
1. Carlos Romero Chunque

### Municipales
1. 1999 - 2002: Guillermo Silva Chacón, Lista independiente.
2. 2003 - 2006: Carlos Fernández Castillo, Partido Aprista Peruano.
3. 2007 - 2010: Ing. Ricardo Vásquez Cerquín, Partido Nacionalista Peruano.
4. 2011 - 2014: Alejandro Navarro Fernández, Partido Nacionalista Peruano.
5. 2015 - 2018: Abog. Pascual Bueno Santillán, Alianza para el progreso.
6. 2019 - 2022: Ing. Francisco Fernandez Gallardo, Sumate.
7. 2023 - 2026: Jhon Roman Vargas Campos, Nueva libertad.

### Policiales
- Comisario:  CAPITAN P.N.P. Marco Antonio Vela Panduro

### Religiosas
- Arquidiócesis de Trujillo[2]
  - Arzobispo de Trujillo: Monseñor Héctor Miguel Cabrejos Vidarte, OFM.[3]
- Parroquia
  - Párroco: Pbro.  .